# ウスラー
ウスラー（ドイツ語: Uslar, ドイツ語発音: [ˈʊslar]）は、ドイツ連邦共和国ニーダーザクセン州ノルトハイム郡に属す小都市である。ゾリング地方の南西端に位置するかつてのハンザ都市である。

## 語源
線帯文土器と呼ばれる器の特徴的な装飾から、ウスラー地域に定住が行われたのは新石器時代であろうと推測されている。現在の研究結果によると、語尾の "-ar" または "-er" が川を表しており、"a" が水を意味していたと考えられているが、詳細は現在も不明である。「冷たい水」を意味するとされるイタールスバッハ川の古名 "Üssel" もこの語尾に由来するのかもしれない。老人達は今でも低地ドイツ語で "Üsselbeke" と呼んでいる。時代とともに "-ar" や "-ari" の意味は変化し、最終的には「水辺の低地」と意味するようになった。
表記は、Husleri、Huslere、Uslere、Usseler、Usler、Uslir、Üsler、Usseler、Uslaria が使われた。また、短い期間だけだが、フロイデンタールとも呼ばれた。
ウスラーはかつて「イルゼ家具の街」という異名を持っており、他の隣接する都市と同様「ゾリングへの門」を主張した。

## 地理

### 位置
ウスラーはヴェーザーベルクラント南部に位置している。ニーダーザクセン州南部旧ブラウンシュヴァイク行政管区のノルトハイム郡南西部に位置している。
ウスラー周辺の大きな都市は、南東に上級中心都市ゲッティンゲン（道路沿いに 34 km、直線距離で約 26 km）、南にカッセル、北西にホルツミンデンとヘクスターがある。ウスラーは北はゾリング＝フォーグラー自然公園の一部であるゾリングに接する。この自然公園はニーダーザクセン州最大の森林・中低山地の一つである。バート・カールスハーフェンの最も北西に当たるニーダーザクセン州/ヘッセン州/ノルトライン＝ヴェストファーレン州の3州州境は西に約 25 km の位置にある。隣町のボーデンフェルデのヴェーザー川上流へは西に約 9 km 離れている。
郡庁所在地のノルトハイムへは北東に道路沿いに約 36 km、直線距離で約 26 km である。また州都のハノーファーへは北に約 120 km、首都のベルリンへは北東に約 350 km である。
ウスラーはノルトハイム郡西部の中級中心都市である。面積でも人口でもウスラーはノルトハイム郡で3番目に大きな都市である。

### 隣接する市町村

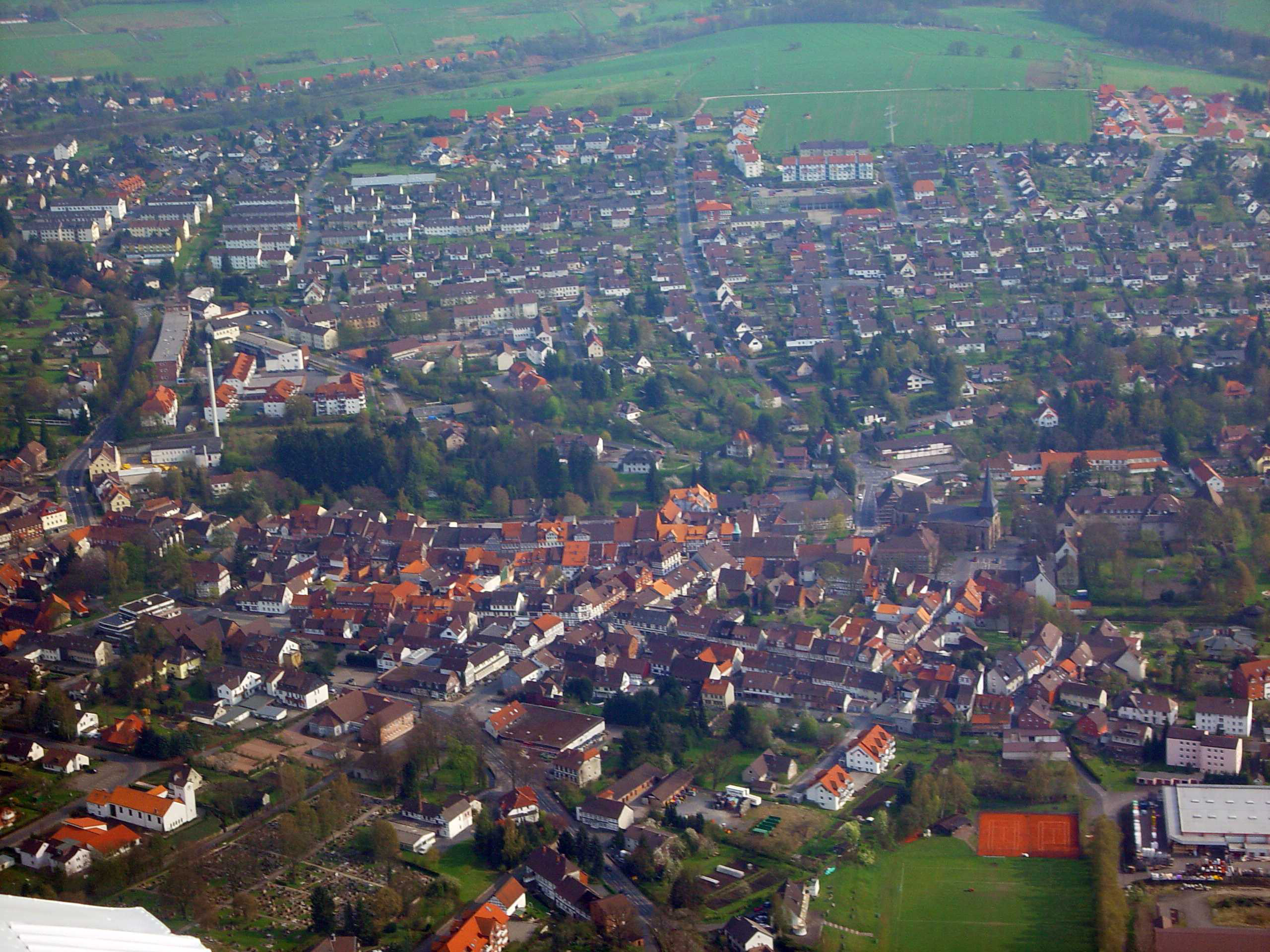
ウスラー中核市区の航空写真

隣接するあるいは近隣の市町村は、モーリンゲン、ハルデクゼン（ともにノルトハイム郡）、アーデレプゼンとわずかに 1 km ほど離れてハン・ミュンデン（ともにゲッティンゲン郡）、オーバーヴェーザー、ヴァールスブルク（ともにカッセル郡）、およびノルトハイム郡が直轄する市町村に属さないゾリングである。ゾリングを介して間接的にボーデンフェルデ、ダッセル、（ともにノルトハイム郡）、バート・カールスハーフェン（カッセル郡）、ベーヴェルンゲン（ヘクスター郡）、ザムトゲマインデ・ボフツェン（ラウエンフェルデとデーレンタール）、ホルツミンデン、シュタットオルデンドルフ（以上、ホルツミンデン郡）と隣接する。

### 市の構成
ウスラー市は以下の19地区からなる。
| - アールバースハウゼン - アラースハウゼン - ボレンゼン - デリーハウゼン - ディンケルハウゼン - エッシャースハウゼン - フュルステンハーゲン - ギールスヴァルデ - カンマーボルン - オッフェンゼン | - シュラルペ - シェーンハーゲン - ショーニンゲン - ゾーリンゲン - ウスラー - ファーレ - フェアリーハウゼン - フォルプリーハウゼン - ヴィーンゼン |

ウスラーに属す南部の集落フュルステンハーゲン地区は特殊である。この地区は周囲の3/4をヘッセン州カッセル郡に、1/4をニーダーザクセン州ゲッティンゲン州に囲まれている。つまり、フュルステンハーゲンはノルトハイム郡ウスラー市の飛び地なのである。通常、この地区へはヘッセン州の町オーバーヴェーザーに属すハイゼベック地区を経由して往来する。ゲッティンゲン郡からは公共の通行が禁止されている森の小径がフュルステンハーゲンに通じている。
中核市区は、公式には市区ではない。地元の人は、アウシュニッペ、ベラ・クラーヴァ、アイヒハーゲン、イルゼジートルング、インドゥストリーゲビート、インネンシュタット、キンダードルフ、クライネス・フェルト、クプファーハンマー、ウンターヒュッテ、オーバーヒュッテ、ポストベルク、ローテンベルク、シュヴァルツェ・エンデ、ヴィーゼンシュトラーセ、ツィーゲンブッシュの小地区に分けて認識している。これらの名前は、それぞれの地域の状況や通りの名前から取られたものであり、ウスラーに限らず周辺の町では一般的な呼び方である。
さらに多少なりとも地区中心から区別された小地区名として、リッターグート・ライトリーハウゼン（中核市区西部）、ドンナースハーゲン（エッシャースハウゼン）、ハーイェ、グリンマーフェルト（ともにデリーハウゼン）、クノッベン、シュタイムケ（ともにヴィーンゼン）、マインテ（エッシャースハウゼン）、ランゲンタール（ディンケルハウゼン）、ヴァルネッケンフェルト（ヴィーンゼン）、シュタインボルン（シェーンハーゲン）があり、これらの名前で呼ばれている。
20世紀になって、デリーハウゼンの北に「フォルストジートルング・グリンマーフェルト」が整備された。随分以前に衰退した集落としては、ヴァンゲンゼン（ヴィーンゼン）やシュマハツハーゲン（シェーンハーゲン）があった。

## 歴史

### 古代と中世
ウスラー地域の最初の定住は新石器時代の農耕文化によるものであった。
ウスラーは9世紀にはすでに"Husleri"という名で呼ばれていた。この名称は"Yssellär"に由来するもので、「冷たい水辺の土地」を意味した。集落を拓いたのはおそらくカッティ族出身者であると考えられている。文献上は、1006年から1007年頃の"Traditiones Corbeiens"（コルヴァイ修道院の土地台帳の一種）Nr. 499に、Luthardus（おそらくは土地を所有した貴族の名前と思われる）の土地30モルゲンの寄贈に関連して "Huslere" という名称で記録されている。
13世紀にはウスラーはすでにザクセン公国領に属しており、エンゲルンとオストファーレンの境界地域となっていた。ウスラーを統治するレーエン領主は、たとえばノルトハイム伯やダッセル伯など、様々に入れ替わった。その後、城の記載があり、これにちなんだ「フォン・ウスラー」男爵の記録がある。この貴族は領主ではあるが、おそらく自由貴族の家系であったと思われる。「（フォン・）ウスラー」の姓はゲッティンゲン周辺地区、ドイツ全土、あるいは南アメリカのスペイン語圏で現在まで存続している。
ザクセン公勢力の瓦解後、ウスラーはブラウンシュヴァイク＝リューネブルク公領、ゲッティンゲン侯領、カレンベルク侯領に属した。
ウスラーは1263年にブラウンシュヴァイク公アルブレヒト1世から都市権を授けられた。ウスラーの領主は1269年に市議会の導入によって排除され、ウスラーの所領と交換に現在のグライヒェンの土地とノイエングライヒェンとアルテングライヒェンの山城を手に入れた。この家系から19世紀初めにウスラー＝グライヒェン家が創設された。ヴェーザー河畔にまで版図を拡げたヴェルフ家にとって、14世紀初めにここに築いた城は大変に重要であった。この城は居住用や狩猟用にも用いられた。ブラウンシュヴァイク＝ゲッティンゲン公オットー2世は1428年に、この城に防衛塔とともに礼拝堂を築いた。この礼拝堂は、現在の聖ヨハニス教会の前身となった（ウスラーの最初の司祭に関する記録は1277年になされている）。教会塔は城の防衛塔の一部をなしていた。公は豪華な居館を設け、後にウスラーはゲッティンゲン侯の隠居地に選ばれた（1476年）。
1485年から1490年まで、そして1585年にもウスラーはペスト禍に襲われた。さらに1624年から1642年まで赤痢、チフス、天然痘が蔓延した。

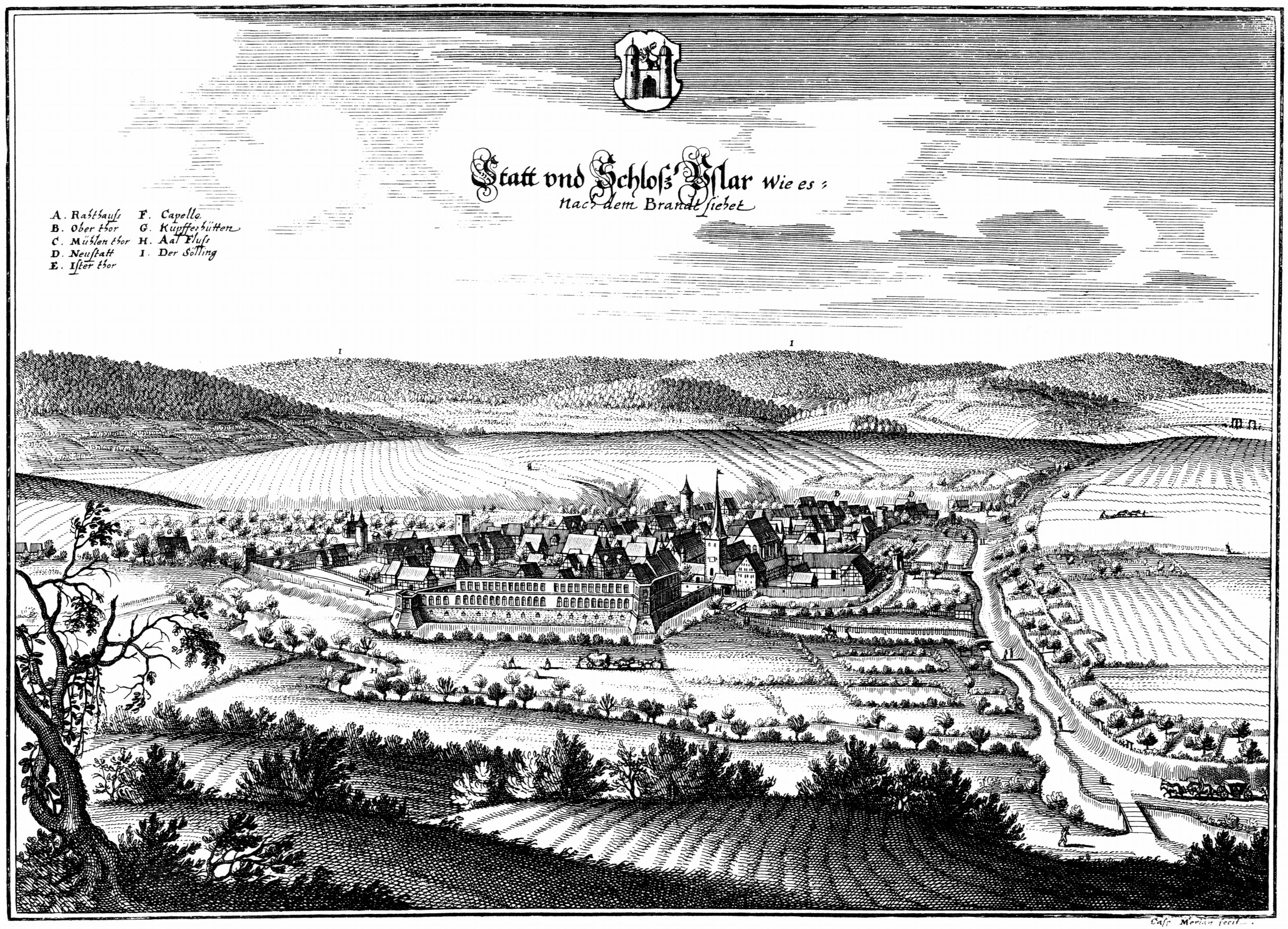
マテウス・メーリアンの銅版画に描かれた1654年頃のウスラーと火災後のフロイデンタール城

### 近世
1559年から1565年までブラウンシュヴァイク＝カレンベルク＝ゲッティンゲン公エーリヒ2世は、エーリアス・ゴーデフロイを頭領とするオランダ人石工を使い、ウスラーにヴェーザールネサンス様式のフロイデンタール城を再建した。この街の住民は城の外観をより美しく見せるための城館広場を建設するために、1561年に東門の前に「ノイシュタット」（新しい街）を建設した。これは現在の「ノイシュテット・プラッツ」（新しい街の広場）という名称からも明らかである。この城館は1612年に落雷により焼失し、再建されなかった。半地下階の壁は現在も旧中核市区の南西にある城館公園で見ることができる。城館の跡地には侯領の行政府が置かれ、1855年にウスラー郡の郡庁庁舎となった。
城館を焼いた火事の後、1625年と1641年の大火や、三十年戦争によってウスラーの重要性は大きく損なわれた。この街は戦争中、ティリー伯の軍に何度も占領された。1654年、右のメーリアンの銅版画にも見られるとおり、ウスラーは水堀を併設した市壁を有していた。この市壁は1423年の文献にすでに記述されている。
18世紀末、ウスラーは、ゲッティンゲン侯領とカレンベルク侯領を引き継いだハノーファー選帝侯領（やはりヴェルフ家が治めていた）に属すこととなった。七年戦争でウスラーは、今度はフランス軍によって、再び大きな被害を受けた。フランス革命の結果、ウスラーはフランスの衛星国家であるヴェストファーレン王国のライネ軍に属した。ウィーン会議の後は、新たに創設されたハノーファー王国に属した。この王国はやはりヴェルフ家が統治した。1819年、現在のインネンシュタットの約1/3にあたる74軒の住宅を焼失する大火が起き、115家族、451人が住む場所を失った。ハノーファー王家の主権喪失に伴い、1866年からは新たにプロイセン王国のハノーファー州に属すこととなった。これによりヴェルフ家の支配は終了した。

### 20世紀
1885年4月1日から1932年10月1日まで、ウスラーを郡庁所在地とするウスラー郡が存在した。この郡は面積約 349 km2で、現在のウスラー、ボーデンフェルデと、現在はゲッティンゲン郡に属すアーデレプゼン、ホルツミンデン市の市区となっているノイハウス・イム・ゾリングとジルバーボルン、やはりホルツミンデン郡に属すラウエンフェルデが属していた。20世紀初めには、郡内に約 18,500 人が住んでいた。ウスラー郡は1932年10月1日に、ノルトハイムに行政本部を置くノルトハイム郡に合併した。

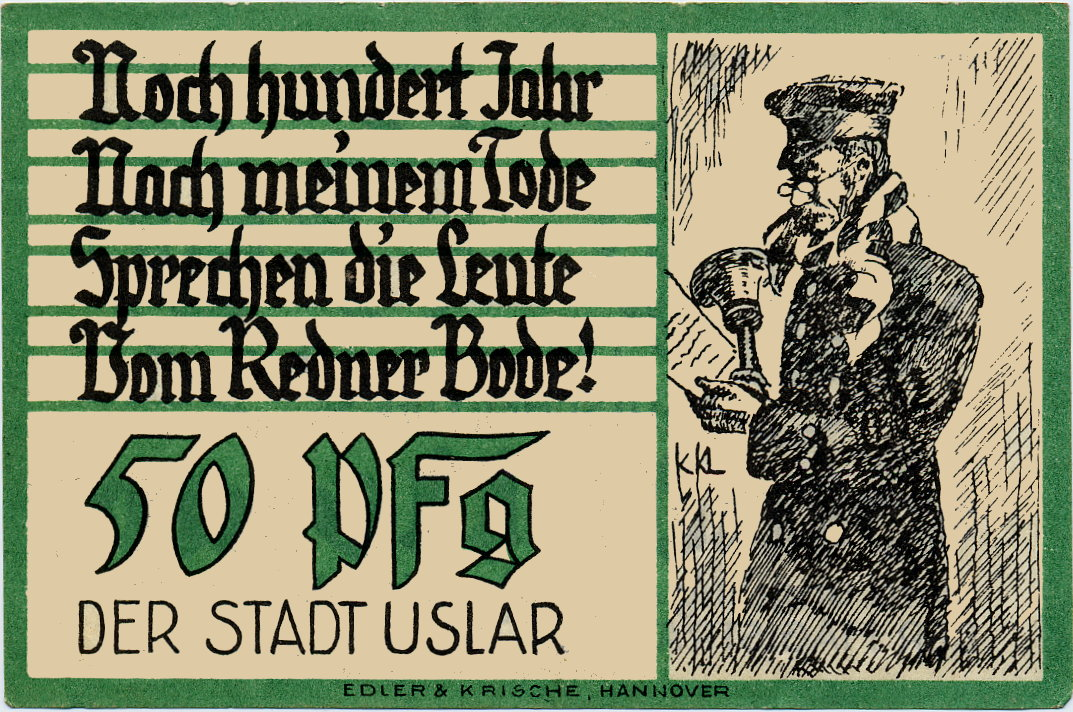
1921年-22年のインフレ危機の際にウスラー市が発効した緊急通貨

第一次世界大戦では、ウスラー出身の兵士が80人戦死した。1918年の「11月革命」では、この街は数週間の間、Arbeiter- und Soldatenrat（労働者と兵士の評議会）の管理下に置かれた。1919年に女性参政権が認められ、ヴァイマル共和政で初めて民主的に選挙が行われた。1923年、インフレ危機の中、飢餓暴動が勃発した。
国家社会主義者と労働運動との間の市街戦後、ナチスが権力を掌握した1933年からドイツ全土でユダヤ人と共産主義者に対する迫害が行われた。ウスラーでは1945年までに17人のユダヤ人が死亡した。ウスラーは当時、NSDAPの南ハノーファー＝ブラウンシュヴァイク・ガウに属した。第二次世界大戦でこの街は165人の死者を出した。しかし、ウスラーは無傷であった。4月6日から4月9日までウスラー西部でティーガー型戦車 5 両を有するバイエルンの親衛隊部隊がドイツ陸軍の後衛部隊としてアメリカ軍の侵攻に抵抗したが、8人の死者を出したにもかかわらず4月9日にライトリーハウゼンを通過することを阻止することはできなかった。その後、アメリカ軍司令官の命令に基づき、現在のアルベルト・シュヴァイツァー病院が設立された。7月にはすでにウスラーはイギリスの管理下に置かれた。第二次世界大戦後、ウスラーの人口は難民や旧ドイツ東部領土から放逐された人々によって、1945年の3,706人の半分以上増加して1946年には6,207人になった。1946年からは、新たに創設されたニーダーザクセン州に属した。1974年3月1日に現在の自治体としてのウスラーが成立した。
20世紀後半に家具産業が衰退して以降、ウスラーは構造変化と戦っている。これ以降この街の失業率は高くなり、これが1980年代/1990年代の極右問題、特に1990年代のユーゴスラビア紛争の難民受け容れに関連する問題も表面化した。ウスラーは当時、ニーダーザクセン護憲報告書で定期的にこの件について記述されている。

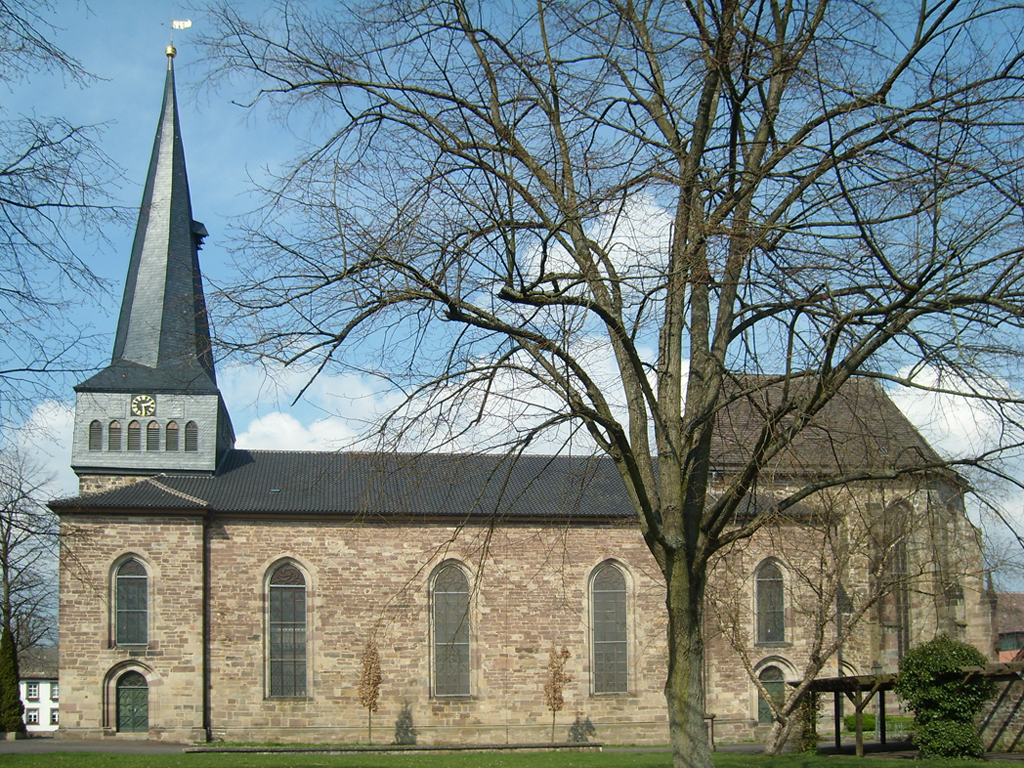
聖ヨハニス教会

### 宗教
住民は伝統的にプロテスタント＝ルター派の信者が多数を占める。現存する最も古いプロテスタントの教会は、ウスラー中核市区にある聖ヨハニス教会である。その礎石は1428年5月20日に設置された。ボレンゼン市区の聖マルティン教会は1883年に建造された。マルティン教会からわずか数 m の位置にあった現存しない前任の建物はゾリング地方のキリスト教化の時代に創建された。アラースハウゼン、ディンケルハウゼン、エッシャースハウゼン、ゾーリンゲン、ファーレ、ヴィーンゼン、マリーハーゲンにはルター派の礼拝堂がある。最も古いのは14世紀に建設されたヴィーンゼンの Jodoci礼拝堂である。マリーハーゲンの礼拝堂は10世紀初めに創建され、1496年から廃墟となったが、1984年から1986年に大規模な保存修復工事が行われた。
宗教改革以後、何世紀もの間ローマカトリック教会の組織は存在しなかった。20世紀の初め、市内には17人のカトリック信者がいただけであった。第二次世界大戦後に旧ドイツ東部領土から放逐された人々がウスラー周辺に定住したことで状況は変化した。1940年代の終わりにはカトリック信者数は3,000人にまで増加した。コンラート・フォン・パルツハムによって完成された教会は、ツーム・クライネン・フェルト通り7番地にある。支部がフォルプリーハウゼンの聖ヨーゼフ教会にある。
福音派自由教会（バプテスト）は、アインベック・バプテスト教会の説教ステーションとして1886年に設けられた。この支部は1891年に独立した。1909年にウスラーのノイシュタットに住居を改造した組織ホールを設けた。教会堂は1933年にシュティフト通りに建設された。1975年、1978年、1994/95年に大幅な組織拡大に基づき「平和教会」と名付けられた組織センターの大規模な増改築が行われた。1971年6月10日に、ニーダーザクセン州文化大臣はウスラーの福音派自由教会に公法上の法人資格を与えた。
ウスラーには新使徒派教会組織もある。
- ボレンゼンの聖マルティン教会
- アラースハウゼンの礼拝堂
- ディンケルハウゼンの礼拝堂
- ゾーリンゲンの礼拝堂
- ヴィーンゼンの礼拝堂

### 市町村合併
1968年7月1日にアラースハウゼンがウスラーと合併した。1974年3月1日に発効したニーダーザクセン州の市町村再編により、他の町村もウスラーの市区として合併した。この前後に6つの市区が州指定の保養地となった。この合併では旧町村は、1968年の合併ではアラースハウゼンが喪失した一定の権限（たとえば区議会など）を保持した。2001年アラースハウゼンではウスラーの市区として自治権を回復した。

### 人口推移
ウスラー市およびその多くの市区で人口は継続的に減少している。
| 時期           | 人口（人） |
| -------------- | ---------- |
| 2004年12月31日 | 15,905     |
| 2005年6月30日  | 15,880     |
| 2005年12月31日 | 15,847     |
| 2006年6月30日  | 15,794     |
| 2010年6月30日  | 15,017     |

中核市区においても土地利用指定が解除され、宅地の造成が進み、その面積比率も大きくなったにもかかわらず、近年では人口は顕著に減少している。
| 時期           | 人口（人） | 出典  |
| -------------- | ---------- | ----- |
| 1689年         | 950        |       |
| 1815年         | 1,560      |       |
| 1864年         | 2,196      |       |
| 1905年         | 2,464      |       |
| 1939年         | 3,784      |       |
| 1945年         | 3,706      |       |
| 1946年         | 6,207      |       |
| 1950年         | 6,309      | [ 8 ] |
| 2004年12月31日 | 6,033      |       |
| 2005年6月30日  | 6,059      |       |
| 2005年12月31日 | 6,027      |       |
| 2006年6月30日  | 6,018      |       |
| 2007年6月30日  | 5,912      | [ 9 ] |
| 2010年6月30日  | 5,643      |       |

世紀の変わり目から10年間でウスラー市の人口は、2000年6月の 16,500 人以上から2010年6月の約 15,000 人にまで減少した。同じ期間にウスラー中核市区の人口は 6,750 人以上から 5,750 人強となった。

## 行政

### 議会
ウスラーの市議会は33議席からなる。

### 首長
ウスラー市の市長を列記する。
| 任期                   | 名前                           | 名前                 | 政党   |
| ---------------------- | ------------------------------ | -------------------- | ------ |
| 1948年 – 1952年        | カール・ジークムント・ミュラー | Karl Siegmund Müller | FDP    |
| 1952年 – 1954年        | アウグスト・ケール             | August Kerl          | WG     |
| 1954年 – 1961年        | アウグスト・シェニッツ         | August Schönitz      | SPD    |
| 1961年 – 1964年        | カール・シュピッツァー         | Karl Spitzer         | CDU    |
| 1964年 – 1983年        | アウグスト・シェニッツ         | August Schönitz      | SPD    |
| 1983年 – 1991年        | ラインホルト・ライポルト       | Reinhold Leipold     | SPD    |
| 1991年 – 2001年        | ヘルマン・ヴァインライス       | Dr. Hermann Weinreis | SPD    |
| 2002年 – 2006年11月    | シュテファン・カイザー         | Stephan Kaiser       | CDU    |
| 2006年11月 – 2007年1月 | ヘルマン・ヴァインライス       | Dr. Hermann Weinreis | SPD    |
| 2007年2月 – 2012年2月  | マルティン・ダスケ             | Martina Daske        | 無所属 |
| 2012年9月 -            | トルステン・バウアー           | Torsten Bauer        | CDU    |

ただし、2007年1月まで市長 (Bürgmeister) は名誉職であり、市行政指導者は市主事 (Stadtdirektor) が担った。1982年8月から2007年1月までの市主事はヘルベルト・マイスリング (SPD) であった。

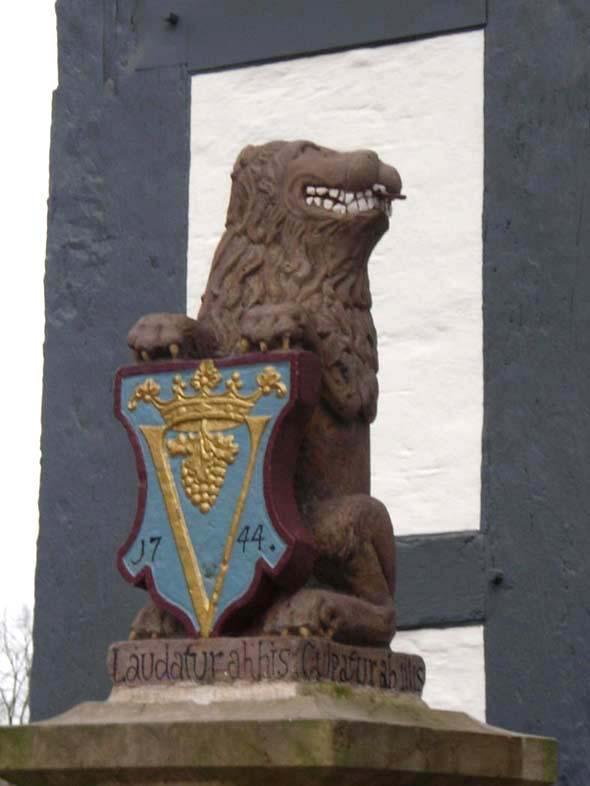
旧市庁舎前の、かつての市章を掲げる獅子の像

### 紋章
図柄: ウスラー市の紋章には赤い胸壁が描かれている。両側に青い丸屋根を戴いた赤い塔が2本あり、その間に赤い台座に載った、赤い爪と舌を見せる青い獅子がある。台座には銀のゴシック様式の盾があり、その中に緑のゴシック体の「V」の文字が記されている。獅子はブラウンシュヴァイク市にある「ブラウンシュヴァイクの獅子」像を描いたものである。この像は1166年にハインリヒ獅子公が自らの権力の像として製作させたものである。
1935年に制定された現在の紋章は、知られている最も古い13世紀後期の市の印章と密接に関連している。市の紋章の図柄は、時代とともに変遷した。紋章の背景は1935年まで黄色であり、塔の上に十字架が掲げられ、台座はVの字であったり市門であったりし、獅子はリューネブルクの獅子であったこともある。紋章は1952年に最後の変更がなされた。
1618年にウスラーは紋章を制定した。1826年までは旧市役所前の泉に、現在は旧市庁舎のメイン入り口の向かって左側に、青地に金色のV字を描いた紋章を前脚で掲げる獅子の砂岩像が設置された。
市の色は、緑 - 白である。

### 姉妹都市
- ケルテミンデ（デンマーク、南デンマーク地域）1985年/1986年
- チュウフフ（ポーランド、ポモージェ県）1999年3月18日

## 文化と見所
ウスラーを観光街道のヴェーザールネサンス街道、ドイツ・メルヘン街道のホレおばさんルート、ドイツ木組みの家街道が通っている。ウスラー周辺地域は「ウスラーラー・ラント」休暇地域として知られている。客はホテル、ペンション、休暇村やユースホステルに滞在することができる。ウスラーには、市内の地区を合わせて200床以上の宿泊施設がある。変わったものとしては、2008年の初めからシェーンハーゲンにツリーハウスのホテルがある。また、シェーンハーゲンとデリーハウゼン＝ハーイェにはキャンプ場があり、ウスラーにはキャンピングカーの駐車スペースが4箇所と青少年キャンプ場が1箇所ある。ウスラーには歴史的な市庁舎と観光案内所がある。

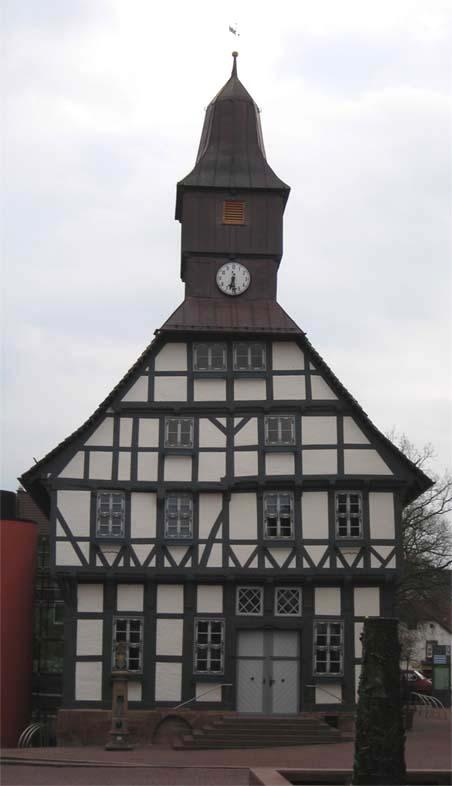
旧市庁舎

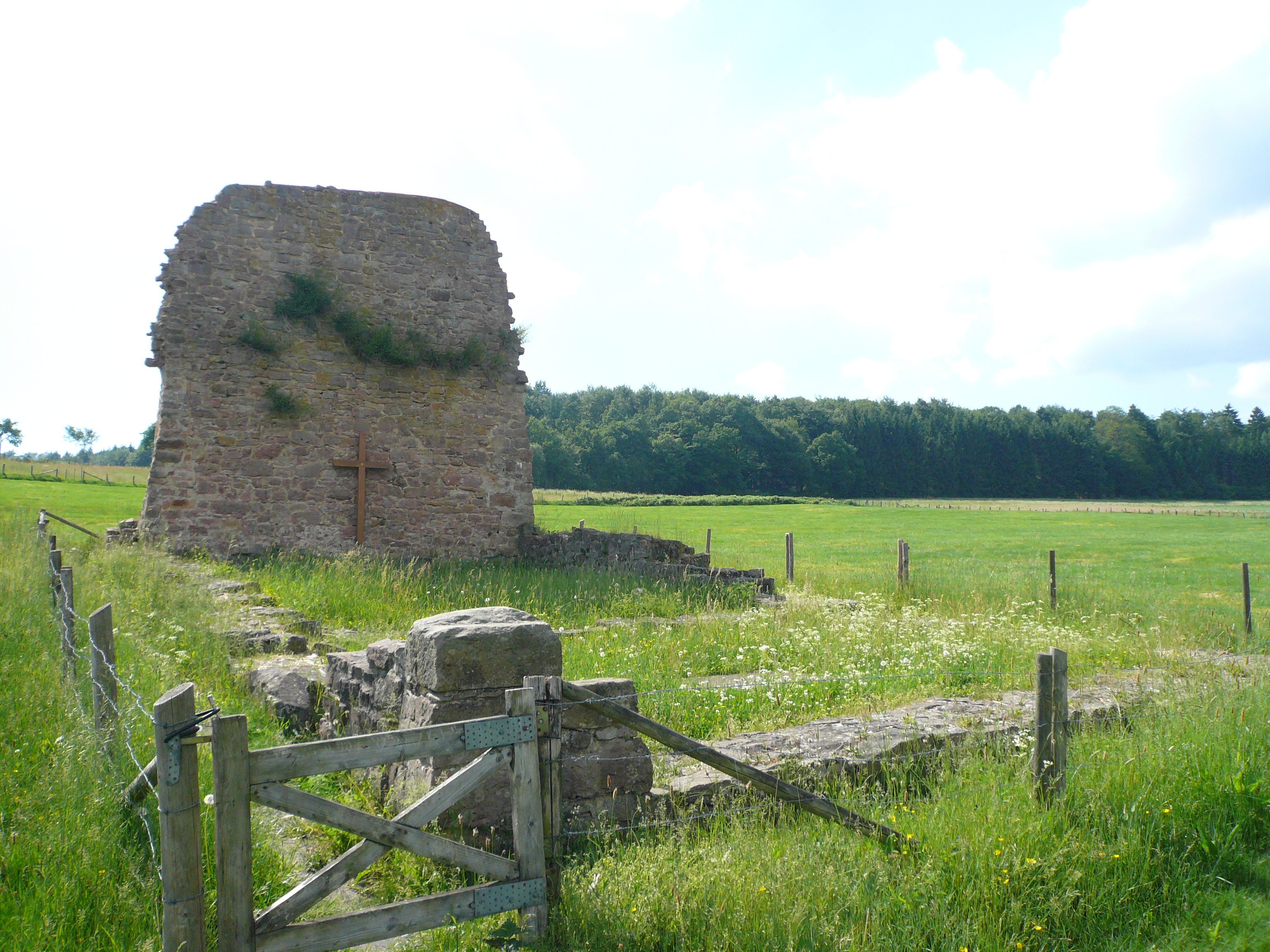
マリーハーゲン教会跡

### 建築
- 市街中心部に建つウスラーの象徴的建造物は、大火の後、1476年に再建された旧市庁舎である[13]。この建物は木組み建築であり、時計塔の上には後から追加された銅製の屋根が載っている。メインの入り口の傍らに、石の台座に載った獅子の石像がある。獅子の前脚は彩色されたゴシック様式の盾を掲げている。盾には青地に「V」（ラテン語で「U」に対応する文字）の金文字がデザインされている。市庁舎については1406年に初めて記録されている。1476年に2階建ての建物の東半分が建設された。西半分は1650年から1655年までの間に建造された。これはコンソールの違いなどにより知ることができる。この市庁舎は1998年9月から2006年11月までの間に560万ユーロを費やして修復された。この修復方法についてはウスラー市民だけでなく、大きな議論の的になった。
- 聖ヨハニス教会（プロテスタント＝ルター派）は、洗礼者ヨハネに献堂されている。この教会には1428年5月20日に礎石が築かれたゴシック様式の内陣室があり、手彫りの印象的な開閉式祭壇や、1470年頃の色鮮やかなステンドグラスがある。このステンドグラスはケルン大聖堂のそれと同等の価値がある。施主はヴェルフ家のゲッティンゲン侯オットー隻眼公であった。西塔の下部が最も古い部分で、13世紀のヴォールトのバシリカが遺されている。西側2階席に、1845年にオイラー社が建造したオルガン（26ストップ/2段鍵盤）がある。このオルガンは南ザクセン地方で重要な楽器の一つである。このオルガンの状態は建造当時のままである。最も古い教会西部分は、元々ロマネスク様式であった。この教会は1841年から1845年に、この街の出身者で上級宮廷建築家であったゲオルク・ルートヴィヒ・フリードリヒ・ラーフェスの設計に基づいて建設された。見所はマリアの戴冠像がある聖体安置塔にある祭壇の他、1594年10月17日に亡くなった初代ウスラー司祭ヨスト・バウアーファイントの墓石、祭壇室の天使の仮面飾りがある腕木、1844年の説教壇、内陣の外壁に嵌め込まれたキリスト磔刑群像である。キリスト磔刑の群像は、おそらく古いロマネスク教会に由来するものである。
- 商店やオフィスが入った、木組みの家の印象的で価値の高いファサードが、赤い天然石が敷かれた市内の歩行者専用区域、特にショッピングストリートであるランゲン通り沿いに並んでいる。例えば、その中で最も古い1555年に建造された、現在ホテル・メンツハウゼンと呼ばれる建物は、初めは狩猟区長のヤーコプ・フィッシャーが住んだ住居であった。
- ビール醸造所とパン焼き小屋
- 市立郷土博物館: 聖ヨハニス教会や市庁舎のすぐ隣に位置する古いザッテルホーフ（農民が賦役として働いた領主農場）である。この木組み建築は2004年に修復された。
- ゾリング塔: 1934年から1935年に建設された高さ約 30 m の石造りの塔。ウスラーの北西に位置する高さ 444 m のシュトルトベルク山にあり、良い眺望が得られる。
- ハルツブリック展望塔: 高さ 493 m のグローサー・シュタインベルクにあり、ハルツ山地まで望むことができる。
- マウアー通りとフォルストガルテンに遺る中核市区を囲んでいたかつての市壁跡（ミューレントーアやイーゼルトーアヴェクという名前も市壁と関係している）
- ディンケルハウゼンの北にある草地とマリーハーゲン教会跡

### 名物料理・食材
ウスラーの名物料理としては、特に毎年開催されるペーカーマルクトでのペーカーエッセンがある。これは、焼いたジャガイモと生の挽肉（特に脂肪の少ない豚肉）に、バターや玉葱などを添えたものである。この料理の名前は調理法に由来する。ジャガイモはまず半分に切られて、厨房でコンロに張り付けられる（低地ドイツ語で peken）。焼けて落ちてきたら出来上がりである。これに、ウスラーで醸造されるビール、ベルクブロイを飲む。
秋には、ウスラーとその周辺地域の多くの飲食店で「ヴルステプローベン」が開催される。これは様々なできたての肉料理やソーセージを試食する催しである。また、本格的なメットヴルスト（脂肪分の少ない挽肉で作られたソーセージ）がパンとともに、よく食される。どちらの料理も個人経営の食肉店でも料理される。また、ケールを添えたブレーゲンヴルスト（ブタの脳を使ったソーセージ）も広く食されている。
市内には、カフェ、居酒屋、レストラン（ドイツ料理、ギリシア料理、イタリア料理、中華料理）、軽食店や、村落部のグリル店など様々な飲食店がある。
これは市外ではあるがすぐ近くに、2010年まで「ドゥーニー＝アイヒェ」という飲食店があった。この店は、特に夏には、ハイキングの目的地として何十年も愛された店であった。2010年9月にこの店は放火により破壊された。

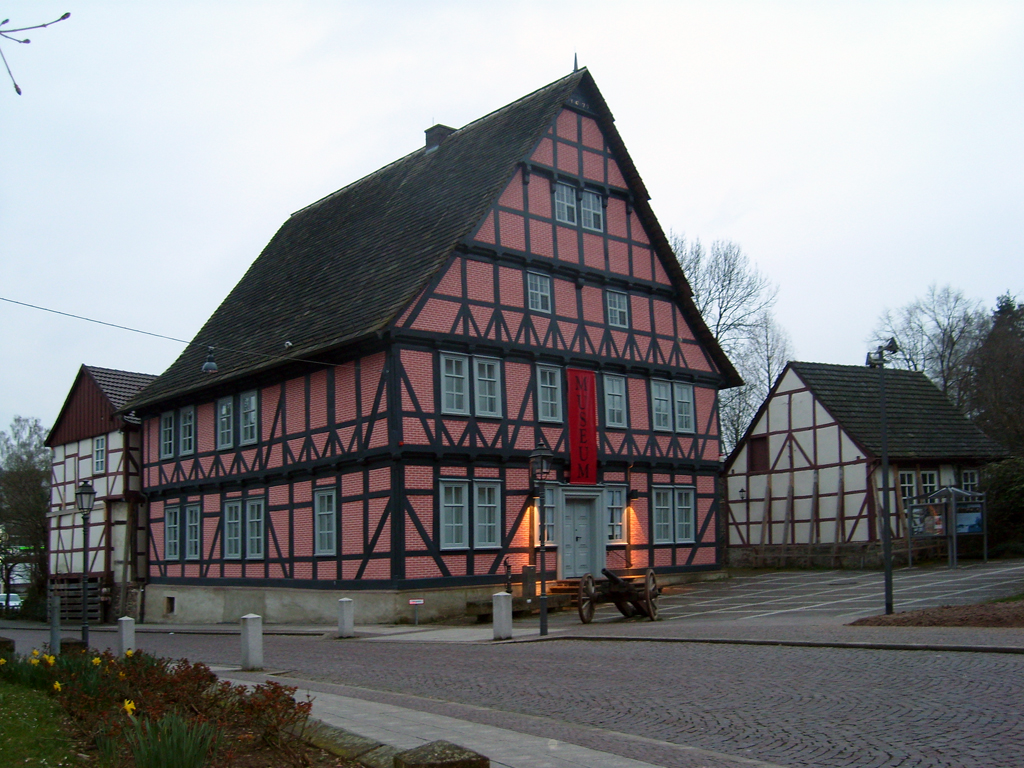
ウスラー博物館

### 博物館
ウスラーには2つの博物館がある。一つは中核地区にあるが、もう一つは他の地区にある。
- ウスラー博物館（郷土博物館）
- フォルプリーハウゼン・カリ鉱山博物館

### 音楽
すでに随分前からウスラーには多くの音楽活動が行われている。たとえば、やがて解散した「ゾリンガー・ヘロルデ」は市の枠を越えて有名であった。以下のクラブがある。
- 合唱団
- ブラスアンサンブル（エッシャースハウゼンとフォルプリーハウゼン）
- ビッグバンド「ゾリング・スウィング・オーケストラ」
- 聖ヨハニス教会の教会音楽団。教会合唱団、子供合唱団、ゴスペル・コーラス、フルート・サークルがある。
- 「音楽・文化イニシアチブ・ムジークブス e.V.」に支援されているローカル・バンド。たとえば、すでに解散したパンクバンド「20/20 Vision」は外国でも知られた。
- バンド「リマインダー」はこの地域で最も古いロックバンドで、周辺地域ではとても有名である。

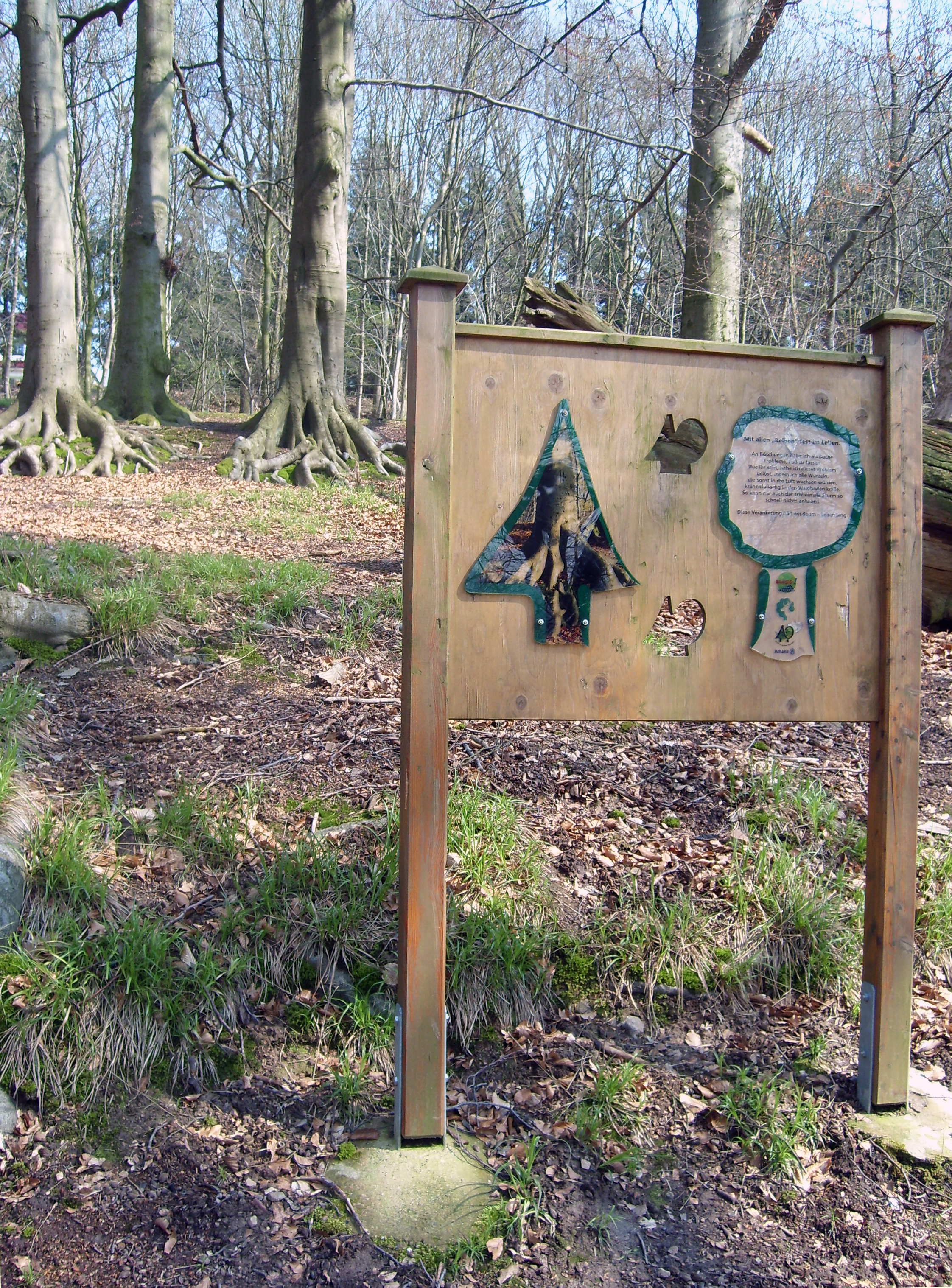
木の学習路

### 自然文化財
- ノイハウス・イム・ゾリングやホルツミンデンに通じる連邦道からも遠くない、シェーンハーゲンのすぐ裏手にある「体験の森」プロジェクト（2000年にハノーファーで開催された国際博覧会Expo2000の未完成の分会場であった）
- 中核市区の南にある古い市の森「アイヒホルツ」。一部には樹齢数百年の広葉樹（「ドゥーニー・アイヒェ」など）がある。州の営林署ヴィンネフェルトからは「バウムタイペンプファート」（木の種類の小径）が整備されている。

### 公園
- アラリス・シュメッターリングスパルク（蝶公園）蝶が放されている。
- 中核市区の公園施設。最大の公園は城館公園で、森林公園やシュティフツガルテンを含む水際公園がこれに続く。

- 森林公園

### 年中行事
- 冬になるとウスラーの歴史的旧市街は、クリスマスマーケットが開催され、多くの観光客や地元の人々で賑わう。市庁舎には、ドイツで最も大きいものの一つであるアドベントカレンダーが掲げられる。
- 市祭「ペーカーマルクト」は毎年9月の第2日曜日に中心街で開催される。様々な店が13時から18時まで開いている。
- 5年に1回、2日間の旧市街祭が中心街で開催される。
- 産業博覧会「ウスラーの暮らし ― ウスラーを体験する」("Uslarer Leben – Uslar erleben") は、2年に1回、4月の第2日曜日にシュヴァルツェン・エルデの学習センターで開催される。
- 復活祭の2週間前、四旬節の日曜日に毎年「シュペンネヴァイフ」と呼ばれる催しが行われる。ウスラーの「シュペンネヴァイフ」は、660年以上前からの伝統的な催しで、1342年と1398年に設立された2つの中世の貧窮院に由来する。「シュペンネヴァイフ」は、ウスラーの生徒・児童によるレースで、ランゲ通り（現在の歩行者専用区域）で行われていた。2007年以降はウスラーに合併した村落の生徒達も参加できるようになった[16]。このため、旧市街チーム対新市街の対抗レースとなった。生徒達は、「シュペンネヴァイフ」のクーポン券と交換に「シュペンネヴェッケン」という甘い白パンを無料でもらえる。
- 復活祭の花火大会: アラースアハウゼン地区では復活祭の日曜日に復活祭の花火大会が催され、観光客らにも興味を持たれるイベントに成長した。
- 謝肉祭の終わりにヴィーンゼンとショニンゲンで式典が開催される。
- 5月1日には多くの集落でメイポールが立てられる。
- 毎週金曜日の9時から13時まで歩行者専用区域（ランゲ通り）で週の市（ウスラーのラントマルクト）が開かれる。
- 7月のビール醸造所祭
- シュヴァルツェン・エルデの祝祭広場では、たとえば春祭りやサーカスなど、様々なイベントが開かれる。
- ウスラー航空デー: ウスラー航空デーは3年に1度、おおむね8月から9月の初め頃に、ウスラー飛行場で開催される。主催は、ゾリング航空スポーツ協会である。
- クリスマス・シーズンにはアマチュア劇団による様々な演劇公演がなされる。
- 多くの集落では大晦日の夜に、各地区の独身男性によるノイヤールスボックという伝統行事が行われる[17]。
- 夏季休暇の期間には市の生活指導課による「アクティオーン・フェーリエンスパス」の枠組みで児童・生徒や若者向けの多くのプログラムが行われる。

### スポーツ
スポーツ・テニス場、スポーツ・多目的ホール、地区公民館、スタジアムがある。広さ 600 m2の年中開館している温水室内プール（ウスラーラー・バーデラント）には長さ 84 m のウォータースラーダーや水浴場がある。フォルプリーハウゼンには屋外温水プールがあり、シェーンハーゲンの EXPOプロジェクト「体験の森」跡地に水浴場がある。デリーハウゼンにも水浴場がある。フィットネスセンター、ケーゲル場、乗馬場、自転車・オートバイ専用道、遊歩道などがあり、冬にはシュタイムケ/ショーニンゲン近郊の森の中の氷結した池を利用してスケートと楽しむこともできる。
ウスラーの伝統的なスポーツはボーセルン (Boßeln) である。
この町で最も有名なサッカークラブは、VfBウスラー1911である。

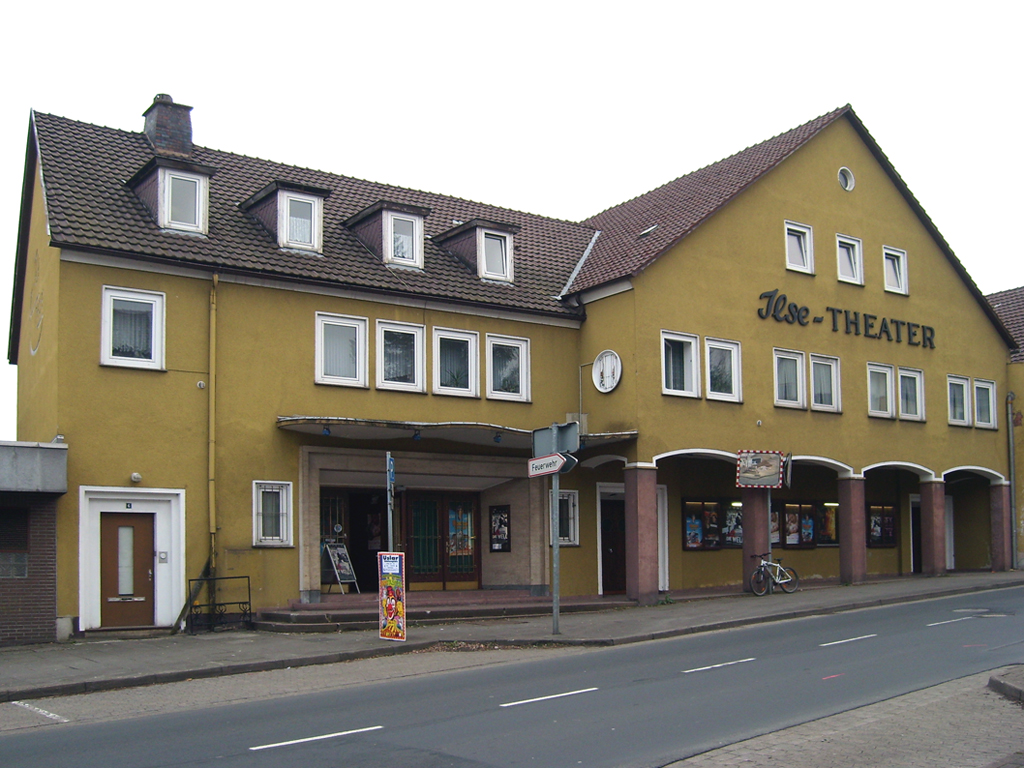
旧イルゼ劇場

### 演劇
1960年代当時、市の経済生活を支えていた家具メーカー「イルゼ・ヴェルケン」は「イルゼ劇場」を建設した。最後のオーナーの尽力により、改装され2つのホールを持つ映画館となったが、2008年に経済的な問題によって閉館した。

### その他の文化活動
- アラースハウゼン地区では、その中心にある駅舎が文化センターに改造されている。2003年9月に開館して以後、この施設は定期的な催し物によって、南ニーダーザクセンの農村部の文化シーンを充実させることに寄与している。やがてこのセンターは地域を越えて名声を得た。「ウスラー文化の駅」という多彩なプログラム（主催者は同名の支援団体）で、地域内外の、あるいは国際的なバンドやミュージシャンに公演の場を提供している。このプログラムは、展示会、作家の自作朗読会、若者のためのディスコの夕べ、討論会、コンサート、パフォーマンスや演劇上演をも含んでいる。
- ウスラー文化・文芸サークルの様々な催し。
- ローテンベルクの自然学習路

## 経済と社会資本
現在は破産状態にあるイルゼ家具工場、ゾリンガー・ヒュッテ、シュナイダー鋳鉄工場がウスラーの重要な工業分野である。この他に金属加工業や自動車産業の下請け工場が2軒ある。Firma Demag Cranes はウスラーに生産拠点を有しており、最大の雇用主となっている。企業の多くは中核市区の西から南西部および東から北東部に位置している。
この他、観光業の奨励にも力を入れている。また、林業、家畜業、農業やその他の産業（生産業、手工業、小売/流通業（スーパーマーケットのチェーン店、ガソリンスタンド、自動車やオートバイの販売店）などを含む）がある。
ウスラー市内には、老人ホームがウスラー、デリーハウゼン、フォルプリーハウゼン、シュラルペにある。このうち1施設は老人精神医療ステーションである。ここは介護が必要な老人入居者に利用されている。介護は近年ウスラーの経済において重要な役割を担っている。これは老人人口が20%を超える現実をも反映している。その背景には、安らかな場所と風景がある。
加工される原料は水、砂、木材で、これも経済史を反映している。
この街には 570 の職場があるが、南ゾリングの工業化の遅れた地域にあり、家具産業の衰退など構造変化に対する長年の闘争によって失業率は15%（2005年3月現在）と高い数値で、多くのウスラー住民がゲッティンゲンなどへ働きに行っている。ウスラーやボーデンフェルデ周辺は南ニーダーザクセン地域に3つあるEU主導の「リーダー・プラス」プログラムの対象地域の1つとなっている。

### 経済史
ウスラーの産業史は、北ドイツ向けの弩（ウスラーのアームボステ）を生産した14世紀から15世紀の中世に遡る。ウスラーは1426年から1431年までハンザ同盟の（暫定的）加盟都市であった。
16世紀には銅の製錬所が造られ、1715年には王立（国立）製鉄所、現在のゾリンガー・ヒュッテが設立された。
17世紀後半から1918年までは陶製の喫煙パイプ生産で知られた。これはウスラーにとって重要な産業であった。その多くは北アメリカに輸出され、そのためにパイプヘッドにはその時々のアメリカ大統領が象られた。1769年には9社のパイプ製造メーカーがあり、Meseke社は1854年に450万本以上を輸出した。1918年にこの職種はウスラーからなくなった。
しかしタバコ産業では19世紀にタバコ会社が設立された。デリーハウゼンでは炭焼き場が稼働した。
ウスラーは、リンネル産業や陶製パイプ生産の衰退、製鉄所の景気暴落などにより19世紀に大きな危機に直面した。
ウスラー地域の工業は、ゾリング幹線道路の建設まで、あるいはその後のゾリング鉄道の建設までドイツの重要な交易路であるゾリングの北側を通るかつての郵便街道に接続していなかったのである。ゾリング鉄道の建設によって初めてこの街は危機を脱した。
1883年にウスラーに製糖工場が設立された。
19世紀末から20世紀後半まで、ウスラーは家具産業で世界的に有名であった。それは当時のこの街にとって格段に重要な産業分野であった。これにより1920年代から1960年代までウスラーの経済は好景気となった。第二次世界大戦で破壊されず、このために速やかに生産を再開することができた。1930年代には家具産業に2000人が従事し、最盛期の1950年から1960年にかけては2800人が働いた。1960年代のウスラーでは完全雇用が達成された。当時は3つの家具メーカー（イルゼ、ゾリンガー木工、ノイガルテン＆アイヒマン）があったが、後に現在もあるイルゼヴェルケンに統合された。
20世紀前半の1932年までフォルプリーハウゼンの採石場・カリ塩鉱山がブールバッハ・カリ工場によって運営されていた。フォルプリーハウゼンの「ヴィテキント」坑（1898年から1901年。558 m。以前はユストゥス I と呼ばれていた。）やエルティングハウゼン近郊の「ヒルダス・グリュック」坑（1907年から1915年。949 m。）は戦後の1945年9月29日に地下倉庫に貯蔵されていた爆薬の爆発によって破壊され、埋め立てられた。1885年から1952年まで、デリーハウゼン近郊の鮮新世や中新世の地層に露天掘りで掘られた「ゾリンガー・ツェヒェ」や「エルザス」から質の劣った褐炭の採掘が行われた。
家具産業は1970年代から衰退して行き、ウスラーはこれ以後産業構造の変化と戦うこととなった。現在はそれをまだ克服できていない状態にある。今日では観光と老人介護がウスラーの経済において重要な役割を担っている。

### 社会資本
1957年からウスラーを通る 110kVの送電線網に接続している変電所、市施設局（1874年から道路管理、1898年から上水道、清掃、1903年から電力供給）、警察署、消防団、病院、救護所、医師（総合医、産婦人科、外科、眼科）、歯科医師。

### 交通

#### 道路
連邦道B241号線が東のノルトハイムから西のベーヴェルンゲンへ、ウスラー市内を横断している。さらに連邦アウトバーンA7号ハノーファー - カッセル線（ネルテン＝ハルデンベルク・インターチェンジ）と南ハルツアウトバーン（A38号）ゲッティンゲン - ライプツィヒ線が市の東を、A44号ドルトムント - カッセル線（ヴァウルブルク・インターチェンジ）が市の軟性を通っており、迅速にアクセすることができる。連邦道B3、B27、B64、B80、B83号線も同様である。B241号線のウスラー周辺区間は1828年から1832年にネルテンからハルデクゼン、ウスラー、シェーンハーゲン、アーメリートを経由してラウフェンフェルデに至るゾリング幹線道路として拡張されたものである。
オートバイの愛好家には西部のB241号線の森に覆われカーブの多いボレルト・ベルク区間が特に人気であるが、多くの直線区間でも知られている。
ウスラー周辺地域にとってはウスラーからアーデレプゼンを経由してゲッティンゲンに至る州道554号線も、ゲッティンゲンへの近道として重要である。
ノイハウス・イム・ゾリングから来た連邦道B497号線はシェーンハーゲンでB241号線に合流する。
ウスラーに隣接する市町村へはいずれも自動車で行くことができるが、これらの道路は近代になって初めて整備されたものである（現在の州道558号ウスラー - ダッセル線は1851年、現在の郡道449号ウスラー - ボーデンフェルデ線は1844年から1848年）。ウスラーやその周辺地域の交通量はそれほど多くない。

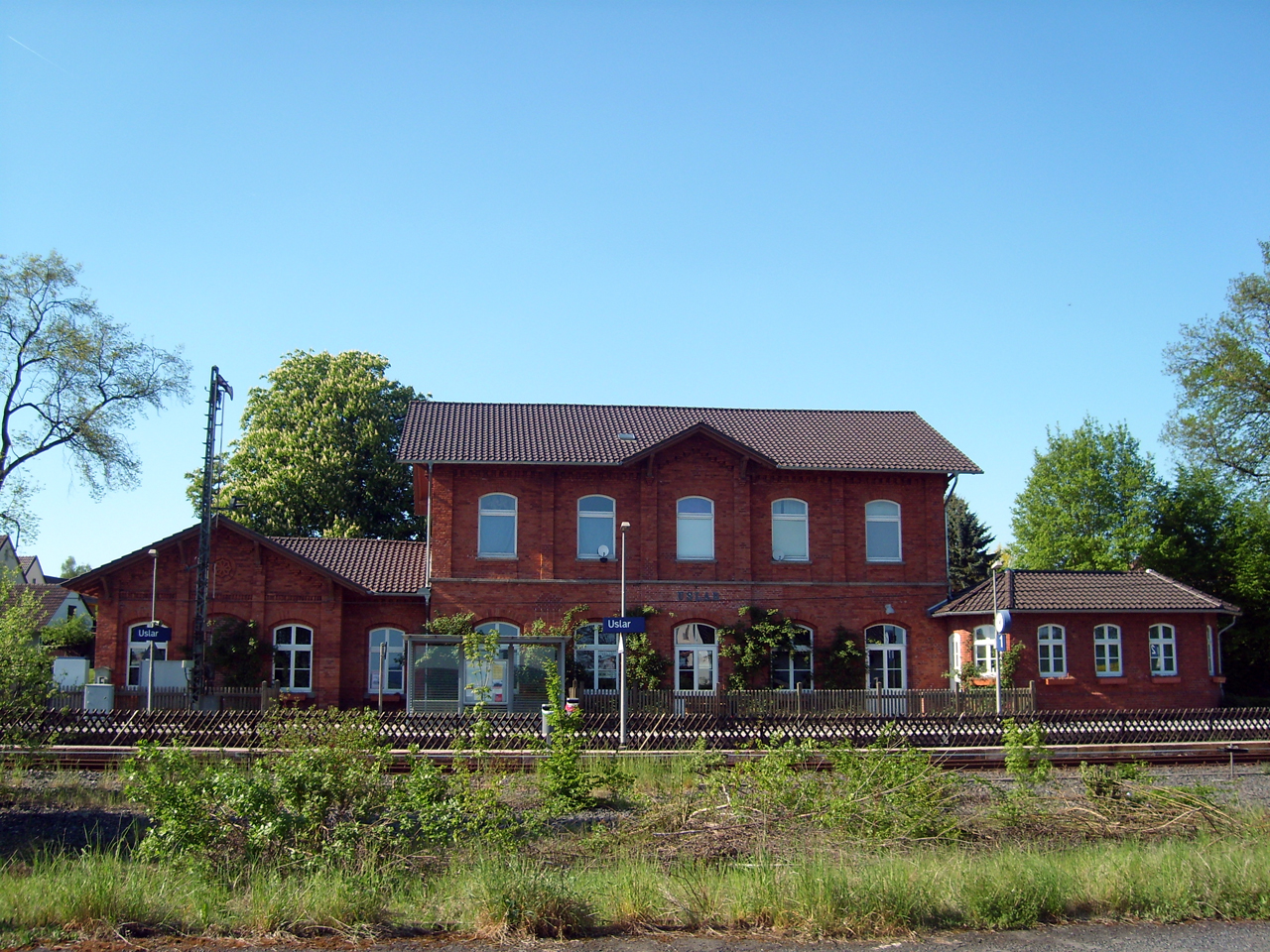
ウスラー駅。レンガ造りの駅舎は「文化の駅」として文化イベントに利用されている。

#### 鉄道
ウスラーは、単線・非電化の1878年開業のゾリング鉄道オットベルゲン - ノルトハイム線沿いに位置している。アラースハウゼンのウスラー駅には2007年まで待避線、貨物の積み降ろし線、機械式信号所があった。2008年に貨物の積み降ろし線は撤去された。「ウスラー西列車運行管理所」(Uwf) という名前の西信号所は1937年に設けられた。東の信号所は1996年にはすでに廃止された。2006年10月から西の信号所は使われていない。駅はゲッティンゲン電気信号所によって遠距離監視されている。さらにアラースハウゼンとボレンゼン付近の路線は盛り土の上を走り、中核市区の南東シュタイムケで高架橋を通り、フォルプリーハウゼンとエトリングハウゼンとの間で長さ 960 m のトンネルを抜ける。19世紀から20世紀への変わり目の時代にはゾリング鉄道はドイツ鉄道網の中でも重要な路線の一つとなり、ウスラー周辺の経済にとっても重要であった。
1910年から、やはり非電化のゲッティンゲン - ボーデンフェルデ線が開通した。この路線のウスラーに近い駅は、オッフェンゼン、ヴァールスブルクのフェルナヴァールスハウゼンおよびボーデンフェルデにある。この路線は市内のフェアリーハウゼンに駅がある。
ゲッティンゲンではドイツ鉄道のICE、ノルトハイム、ゲッティンゲン、オットベルゲンを経由するハノーファー - ヴュルツブルク路線に接続し、オットベルゲンではヘクスターとホルツミンデンとを結ぶドイツ鉄道の路線に接続する。
1921年/1928年から1989年/1990年まで、鉄道ウスラー - シェーンハーゲン線があった。
ゾリンガー・ヒュッテは1980年代の初めには、鉄道用に装備を替えたVWバスが運行する数少ない路線の一つであった。

#### バス
シュヴァルツェン・エルデのバスステーションから、アーデレプゼンを経由しゲッティンゲンへ、あるいはノイハウス・イム・ゾリングを経由してホルツミンデンへ行くブラウンシュヴァイク地方バスが運行するニーダーザクセン交通連盟に加盟するバス路線（210系統）が利用できる。
中核市区西側のバスステーションからは市内各地区、ハルデクゼン（212系統）、ボーデンフェルデ、デーレンタールやオーバーヴェーザーの各地区、ヴァールスブルクへ行くバスが利用できる。

#### 航空
ゾリング航空スポーツ協会のグライダー飛行場であるウスラー飛行場は中核市区の西にある。（航空便はない）

#### 船舶
ハン・ミュンデンとハーメルンを結ぶヴェーザー川の観光客船を、ボーデンフェルデ経由で利用することができる。

### メディア
Hessische/Niedersächsische Allgemeinen (HNA) の地方版およびいくつかの商用紙（たとえば Tip aktuell、gelbes Blatt、Oberweserwochenzeitschrift (OWZ)）があり、新聞を補完している。ゲッティンガー・ターゲブラットはウスラーでも読まれている。1861年から週刊の「ゾリンガー・ナハトリヒテン」が刊行されている。
ウスラーとその周辺では、ニーダーザクセン、ヘッセン、ノルトライン＝ヴェストファーレン、ザクセン＝アンハルト、テューリンゲンのラジオ・テレビ放送がデジタル/アナログを問わず地上波で受信できる。場所によってはブレーメンやバイエルンの放送も受信できる。GSM電話網やDABはウスラー周辺に多くの非受信地域がある。

### 教育
幼稚園、基礎課程学校4校（ウスラー、ショーニンゲン、フォルプリーハウゼン、シェーンハーゲン）、中核市区の子供村、ゲオルク・ラーフェス本課程学校、ゾリクシューレ（実科学校）、ギムナジウム・ウスラー、教育を重点とした養護学校、市民大学、老人介護と養護教育のアルベルト・シュヴァイツァー・ファミリーエンヴェルク専門学校。
この街の学校には隣接するオーバーヴェーザー、ヴァールスブルク（ともにヘッセン州）やボーデンフェルデの生徒も通っている。ウスラーの生徒達はボーデンフェルデの総合学校に通う者もいる。

## 人物

### 出身者
- ゲオルク・ルートヴィヒ・フリードリヒ・ラーフェス（1788年 - 1864年）古典主義建築の建築家。1814年からハノーファーで活躍した。
- ハリー・ハフナー（1900年 - 1969年）国家社会主義の法律家。ローラント・フライスラーの後継者として、人民法廷最後の長官を務めた。

## 引用
1. ↑  Landesamt für Statistik Niedersachsen, LSN-Online Regionaldatenbank, Tabelle A100001G: Fortschreibung des Bevölkerungsstandes, Stand 31. Dezember 2023
2. ↑  Jürgen Soenke: Triumph des Manierismus in Stadthagen. In: Otto Bernstorf, Jürgen Soenke (Hrsg.): Niederländische Kunst in Stadthagen. Grimme, Bückeburg 1964, pp. 35–80, p. 43.
3. ↑  聖ヨハニス教会組織のホームページ: St. Johannis-Kirche in Uslar
4. ↑  聖ヨハニス教会組織のホームページ: Ev.-luth. St. Martini-Kirche zu Bollensen
5. ↑  Die ev.-lutherischen Kirchen und Kapellen in Uslar-Stadt und Uslar-Land
6. ↑  ヒルデスハイム司教区のホームページ: Katholische Kirchengemeinde St. Konrad von Parzham
7. ↑  ウスラー福音派自由教会のホームページ: Rückblick
8. ↑  Karl Haubner, Die Stadt Göttingen im Eisenbahn- und Industriezeitalter. August Lax, Hildesheim, 1964. p. 14.
9. ↑  Aktuelle Einwohnerdaten. Einwohnerdaten der Stadt Uslar sowie der einzelnen Ortsteile.
10. ↑  ウスラーの人口推移
11. ↑  人口データ （2010年6月30日現在）(Stand: 30. Juni 2010)
12. ↑  Bürgermeister-Wahl in Uslar: Bauer gewinnt - niedrige Beteiligung HNA.de 2012年7月22日付け（2012年10月7日 閲覧）
13. ↑  Ev.-luth. Pfarramt Uslar: „Ev.-luth. St. Johanniskirche Uslar“, 1971
14. ↑  Pekeressen « acmedia – Die Werbeagentur in Uslar
15. ↑  http://www.hna.de/nachrichten/landkreis-northeim/uslar/feuer-schaenke-naherholungsgebiet-polizei-ermittelt-926391.html
16. ↑  Lebendiges Brauchtum. ウスラー・シュペンネヴァイフ実行団のチラシ (PDF).
17. ↑  吹雪の中のノイヤールスボック（Hessische/Niedersächsische Allgemeinen Online版 2010年1月2日付け）